# Jenn Johnson
Jennifer Louise Rock Johnson (Eureka, Califórnia, 15 de abril de 1982) é uma cantora e compositora de música cristã contemporânea, também pastora, ela é vocalista e co-fundadora do grupo de adoração Bethel Music.

## Vida e carreira
Jenn Johnson é casada com Brian Johnson desde 2000. Ela e seu marido moram em Redding, Califórnia, onde são pastores e líderes de adoração na Bethel Church e têm quatro filhos, Haley, Téa, Braden e Ryder Moses. Jenn e seu marido, Brian são co-fundadores do grupo de adoração Bethel Music e da escola de adoração WorshipU.
Como dupla, o casal Johnson lançou seu primeiro álbum de adoração ao vivo, Undone, em 2001 e em 2006 o álbum We Believe. Em 2017, a dupla lançou o álbum After All These Years, o primeiro álbum solo lançado por Brian & Jenn desde 2006. O álbum apresenta arranjos exuberantes gravados por uma orquestra sinfônica, como "Here I Bow" e "Mention Of Your Name".

## Discografia
Brian & Jenn
- Undone (2001)
- We Believe (2006)
- After All These Years (2017)